# Гурвич, Арон Меерович
Аро́н Ме́ерович Гу́рвич (нем. Aron Gurwitsch; 17 января 1901, Вильно — 25 июня 1973, Цюрих) — германский и американский философ, историк науки, социолог, представитель феноменологии.

## Жизненный и творческий путь
Родился в обеспеченной еврейской семье из Трок, из раввинских династий с обеих сторон. Мать, Ева Хаимовна Блох, была домохозяйкой. Отец, Меер Мордхе-Вульфович Гурвич, был занят экспортом древесины в Германию и в 1906 году перевёз семью в Данциг, где Арон Гурвич в 1919 году окончил среднюю школу.
В Берлине Гурвич начал изучать философию (1919) у Карла Штумпфа. В 1920 году он переехал во Франкфурт, где первоначально занимался медициной и математикой, а затем вновь вернулся к изучению философии. В 1928 году он получил докторскую степень во Франкфурте-на-Майне, его диссертационная работа, выполненная под руководством Морица Гайгера, была защищена в 1928, опубликована в 1929 году и заслужила похвалы Гуссерля. До своей эмиграции в 1933 году, он работал при прусском Министерстве науки и как помощник Морица Гайгера в Геттингене.
Эмигрировав в Париж из-за прихода к власти национал-социалистов в Германии, Гурвич преподавал в Сорбонне в Институте истории науки (1933—1940). За это время он познакомился с французским феноменологом Мерло-Понти. В 1937 году Гурвич встретил А. Шютца, с работами которого его познакомил Гуссерль. Проведённые в Париже годы Гурвич называл самыми плодотворными в своей творческой жизни. Однако, в связи с предстоящим немецким вторжением Арон, вслед за Шютцем, покинул Европу и эмигрировал в США (1940).
Работал в качестве преподавателя физики в Гарвардском университете. В 1947 году он был приглашенным профессором математики в колледже Уитон в Нортоне. В 1948 году работал в качестве помощника профессора математики в Уитэме. В 1951 году он был профессором в Университете Брандейс. В 1958 году он вернулся в качестве приглашенного профессора в университет Кёльна. Через год Гурвич был назначен профессором философии в Новой школе социальных исследований в Нью-Йорке, где преподавал последние 14 лет жизни.
В 1969 году основал и возглавил Архив Гуссерля в Нью-Йорке. Активно сотрудничал с журналом «Философия и феноменологические исследования» и Международным феноменологическим обществом.

## Основные идеи
Отправляясь от идей Э. Гуссерля, Гурвич развил своеобразный «неэгологический» вариант феноменологии сознания: в отличие от Гуссерля, Гурвич считал, что нет особого «трансцендентального сознания» (чистого Эго), можно говорить только о «трансцендентальной функции» сознания. Сознание по сути своей едино, однако его отличительной характеристикой выступает «двусмысленность», делающая возможным сосуществование естественной и трансцендентной установок. Трансцендентальное «поле сознания», конституирующее предметность, исследуется феноменологией. При этом феноменологией не отрицается натуралистический традиционно-психологический подход к сознанию, они сосуществуют.
В области социологии Гурвич опирался на заимствованное у М. Шелера понятие среды как совокупности того, что «переживается человеком непосредственно в противоположность тому, что объективно воздействует на него» («Die mitmenschlichen Begegnungen in der Milieuwelt». B.—N. Y., 1977, S. 86). Совокупность индивидуально значимых «сред» образует социальный мир (Milieuwelt)— функциональное единство устойчивых структур человеческих взаимодействий.

## Некоторые работы
- «Феноменология субъекта и чистого Я» (Phenomenologie der Thematik und des reinen Ich, 1929)
- «Современный нигилизм» (On Contemporary Nihilism, 1945)
- «Проблема существования в конститутивной феноменологии» (The Problem of Existence in Constitutive Phenomenology, 1961)
- «Сфера сознания» (Original English as The Field of Consciousness. Pittsburgh: Duquesne University Press, 1964)
- «Феноменология восприятия» (The Phenomenology of Perception: Perceptual Implications, 1965)
- «Исследования по феноменологии и психологии» (Studies in Phenomenology and Psychology. Evanston: Northwestern University Press, 1966)
- «Социальная наука и Естествознание» (Social Science and Natural Science, 1969)
- «Относительно теории интенциональности» (Towards a Theory of Intentionality, 1969)
- «Панлогизм Лейбница» («Zwei Begriffe von Kontingenz bei Leibniz» in Weltaspekte der Philosophie: Rudolph Berlinger zum 26. Oktober 1972)
- «Феноменология и теория науки» (Phenomenology and the Theory of Science, 1974).